# Odontopsammodius formosus
Odontopsammodius formosus är en skalbaggsart som beskrevs av Cartwright 1955. Odontopsammodius formosus ingår i släktet Odontopsammodius och familjen Aphodiidae. Inga underarter finns listade i Catalogue of Life.